# Sicherungslager Rotenfels
Das Sicherungslager Rotenfels war ein nationalsozialistisches Zwangslager, das in Nachfolge des elsässischen Sicherungslagers Schirmeck-Vorbruck von August 1944 bis April 1945 in Rotenfels, heute ein Stadtteil von Gaggenau im Landkreis Rastatt in Baden-Württemberg, bestand. In Rotenfels wurden ungefähr 1600 Häftlinge festgehalten, von denen nach Schätzungen zwischen 200 und 700 starben.

## Geschichte

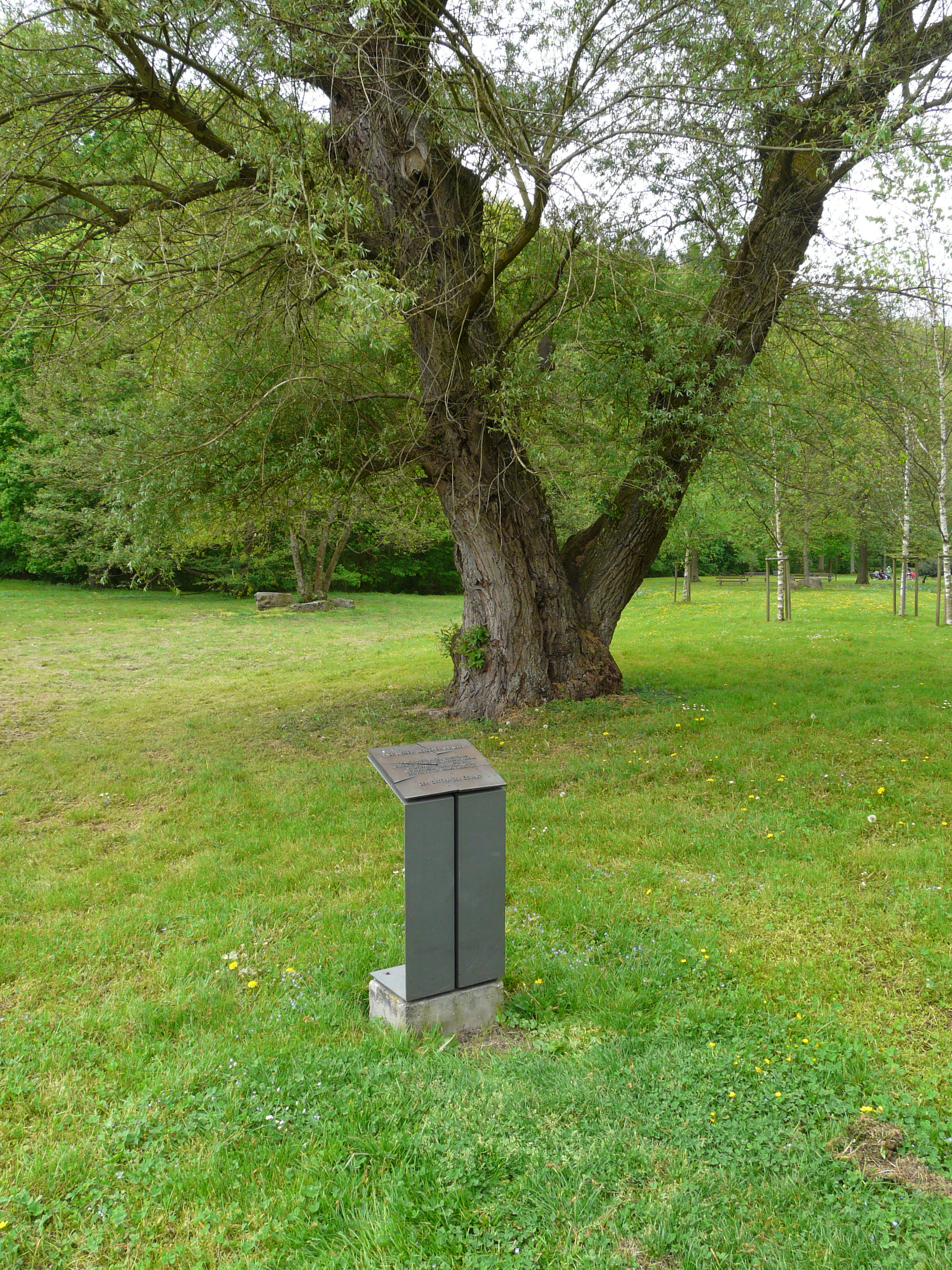
Gedenkstele im Kurpark (2010)

Die Sicherungslager Rotenfels und Schirmeck-Vorbruck waren zwei der zahlreichen Zwangslager, die im nationalsozialistischen Herrschaftsbereich neben dem System der eigentlichen, der Inspektion der Konzentrationslager unterstehenden Konzentrationslager (KZ) bestanden. In der Erinnerung insbesondere der Häftlinge werden diese Zwangslager häufig als KZ wahrgenommen, auch herrschten dort ähnliche Haftbedingungen wie in den KZs. Das Sicherungslager in Schirmeck-Vorbruck bestand seit August 1940. Es diente in der Zeit der deutschen Besetzung des Elsass den deutschen Polizeibehörden als „Erziehungslager“ im Zuge der „Germanisierung“ des Elsass unter Gauleiter Robert Wagner sowie als „Sicherungslager“, in dem Vorbeuge- und „Schutzhäftlinge“ festgehalten wurden.
Am 25. August 1944, dem Tag der Befreiung von Paris durch die in der Normandie gelandeten alliierten Truppen, begann die Verlegung der Schirmecker Häftlinge, teils mit der Eisenbahn, teils mit Lastwagen. Eine Augenzeugin beschrieb später die in Rotenfels ankommenden Häftlinge als „Menschen, die unheimlich aussahen: zerlumpt vom Kopf bis zu den Fußsohlen, unrasiert, völlig heruntergekommen.“ Bis November wurden rund  1600 Gefangene nach Rotenfels verlegt.
In Rotenfels wurden die Gefangenen in drei Baracken untergebracht, die vor Beginn des Zweiten Weltkrieges als Materiallager der Wehrmacht errichtet worden waren. Während des Krieges standen die Baracken zeitweise leer, zeitweise wurden sie als Lager „Olga“ zur Unterbringung von Zwangsarbeitern genutzt. Unterlagen des Internationalen Suchdienstes zufolge waren ab 24. Oktober auch Frauen in Rotenfels untergebracht, für die drei kleinere, etwas abseits gelegene Baracken neu errichtet wurden. Das gesamte Lager war mit Stacheldraht umzäunt und mit Wachtürmen versehen.
Lagerkommandant von Rotenfels war Karl Buck, der diese Funktion bereits in Schirmeck innehatte. Da Buck sich selten in Rotenfels aufhielt, unterstand das Sicherungslager faktisch Robert Wünsch. Häftlinge, die Wünsch in Schirmeck als treuen Gefolgsmann Bucks kennengelernt hatten, schildern eine deutliche Wandlung des SS-Untersturmführers in Rotenfels: So soll Wünsch Befehle Bucks zur systematischen Disziplinierung der Häftlinge aufgehoben haben; auch sei er im Alltag umgänglicher gewesen.
Insbesondere in der Anfangszeit des Lagers waren die Häftlingsbaracken völlig überfüllt; zeitweise mussten sich drei Häftlinge eine 80 Zentimeter breite Pritsche teilen. Die nicht für den dauerhaften Aufenthalt von Menschen geschaffenen Baracken blieben ohne Wasseranschluss. Rasch „stellten sich katastrophale sanitäre und hygienische Verhältnisse ein“. Ungeziefer, insbesondere Flöhe, machte den Häftlingen ebenso zu schaffen wie die chronisch zu knappe Ernährung. Laut Aussage eines Häftlings gab es „morgens verschimmeltes Weißbrot, mittags eine Wassersuppe vom Lager, abends zwei Teller Suppe“, wobei die Suppe aus Wasser, Kraut, etwas Gemüse und Kartoffeln bestand. Arbeitsunfähigen wurden die Rationen gekürzt. Die Lebensbedingungen der Häftlinge führten insbesondere im Winter 1944/1945 zu zahlreichen Todesfällen. Nach Berichten überlebender Häftlinge nahmen in Rotenfels verglichen mit Schirmeck die Übergriffe der Wachpersonals in Zahl und Härte ab. Dies wird auf das Verhalten des faktischen Kommandanten Wünsch und auf den Personalmangel der SS zurückgeführt: Da vermehrt SS-Mitglieder an die Front abkommandiert worden waren, wurden dienstverpflichtete Zivilpersonen zur Bewachung von Arbeitskommandos herangezogen. Den zahlreichen im Lager inhaftierten elsässischen Geistlichen gelang es, ab November 1944 in zwei Baracken regelmäßig die Heilige Messe zu feiern. Hierbei wurden sie von einem Teil des Wachpersonals unterstützt, die Hostien und Messwein ins Lager schmuggelten oder den Schmuggel tolerierten.
Die Häftlinge arbeiteten überwiegend als Zwangsarbeiter im Gaggenauer Werk von Daimler-Benz. Bereits in Schirmeck-Vorbruck existierten zwei Fertigungsstätten, in denen Häftlinge des Sicherungslagers Ersatzteile für Daimler-Benz herstellen mussten. Das Daimler-Benz-Werk in Gaggenau wurde am 20. September und am 3. Oktober bei alliierten Luftangriffen weitgehend zerstört. Als Ersatz wurde Daimler-Benz am 12. Oktober eine Stollenanlage bei Haslach im Kinzigtal zugewiesen, die sich im Zuge der Untertage-Verlagerung bereits in Bau befand. Auf Anregung des für die Untertage-Verlagerung zuständigen Daimler-Benz-Direktors Karl Müller wurden rund 650 elsässische, ursprünglich in Schirmeck festgehaltene Häftlinge nach Haslach überstellt, um die bislang von Häftlingen des dortigen KZ-Außenlagers ausgeführten Bauarbeiten zu beschleunigen. Daneben wurden Häftlinge zu Aufräumarbeiten nach Luftangriffen, zu Wald- und Feldarbeiten, in anderen gewerblichen Betrieben sowie bei Kriegsende verstärkt zum Bau von Luftschutzstollen herangezogen. Ein Außenkommando des Sicherungslagers Rotenfels bestand in Weisenbach; die dortigen Häftlinge arbeiteten in einem Verlagerungsbetrieb von Daimler-Benz, in dem Lastwagenmotoren hergestellt wurden. Ein zweites, aus wenigen Häftlingen bestehendes Außenkommando wurde im November 1944 in Villingendorf eingerichtet.
Ende November 1944 wurden im Erlichwald nahe dem Gaggenauer Waldfriedhof 27 Häftlinge des Sicherungslagers erschossen: Am 25. November wurden zehn britische und amerikanische Kriegsgefangene und vier französische Geistliche ermordet, am 30. November neun Mitglieder der französischen Widerstandsorganisation Réseau Alliance aus Bordeaux. Die Leichen wurden in zwei Bombenkratern verscharrt.
Ende März 1945 versuchte Albert Neumaier, Pfarrvikar in Rotenfels, den faktischen Lagerkommandanten Wünsch zur Freilassung der Häftlinge zu bewegen. Wünsch sicherte sich bei vorgesetzten Dienststellen ab; der überwiegende Teil der Häftlinge wurde bis zum 5. April nach einem kurzen Verhör durch Gestapo-Beamte entlassen und fand vorübergehende Unterkunft in den umliegenden Dörfern. Etwa 170 Gefangene blieben in Haft; sie wurden murgaufwärts Richtung Freudenstadt evakuiert. Verbände der 1. Französischen Armee erreichten Rotenfels am 10. April.

## Befreiung
Die Morde im Erlichwald wurden rasch nach der Befreiung durch einen Sergeant der United States Army Air Forces, Jerôme Harley, bekannt. Harley hatte im Sommer 1944 den Absturz seines Flugzeugs nahe der elsässischen Gemeinde Benfeld überlebt und sich anschließend als taubstummer Franzose ausgegeben, ehe er im Zuge der Zwangsverpflichtung dienstfähiger Franzosen in Schirmeck und Rotenfels inhaftiert worden war. Ende April 1945 zogen die französischen Besatzungsbehörden ehemalige NSDAP-Mitglieder zur Bergung der Leichen aus den Bombentrichtern heran. Die Toten wurden am 13. Mai 1945 beigesetzt. Im Juni 1945 wurden die Leichen erneut exhumiert, um einem britischen Offizier die Identifizierung der ermordeten Kriegsgefangenen zu ermöglichen. Dem Major gelang die Identifizierung von sechs Toten. Die britischen Soldaten hatten im August 1944 als Angehörige der Spezialeinheit Special Air Service zur Unterstützung der Résistance auch hinter den deutschen Linien in den Vogesen operiert. Im März 1946 wurden in Rotenfels aus anderen Bombenkratern sowie der Abfallgrube des Friedhofs weitere Leichen von Häftlingen geborgen und auf dem Friedhof bestattet. Die genaue Zahl der in Rotenfels Gestorbenen bleibt unbekannt. Nach Schätzungen starben zwischen 200 und 700 Häftlinge; überlebende Häftlinge gaben mehrfach die Zahl von 500 Toten an.
Die Lagerkommandanten Buck und Wünsch wurden nach Kriegsende zusammen mit weiteren Angehörigen des Wachpersonals vor britischen und französischen Militärgerichten angeklagt und beide wegen Kriegsverbrechen zum Tode verurteilt. Der britische Gaggenau-Prozess in Wuppertal befasste sich mit den Morden vom 25. November 1944 an den Kriegsgefangenen im Erlichwald, es ergingen fünf Todesurteile; die anderen Angeklagten wurden zu Haftstrafen zwischen zwei und zehn Jahren verurteilt. Einer der in Wuppertal Angeklagten, Bernhard Ulrich, wurde aufgrund eines französischen Todesurteils am 26. August 1947  bei Sandweier hingerichtet. Karl Buck wurde später zu lebenslanger Haft begnadigt und 1955 aus britischer Haft entlassen. Robert Wünsch entging ebenfalls der Hinrichtung; nach Angaben eines Rotenfelser Pfarrers soll er später bei der Kriminalpolizei in Essen gearbeitet haben. 1959 verurteilte das Landgericht Offenburg Karl Hauger wegen Totschlags zu siebeneinhalb Jahren Haft. Das SS-Mitglied Hauger hatte bei Kriegsende einen aus Rotenfels entflohenen 17-jährigen Sinto erschossen, der zuvor von einer Volkssturm-Einheit aufgegriffen worden war. Die Haftstrafe wurde in der Revisionsverhandlung herabgesetzt.
Französische Militärs brannten die Baracken des Sicherungslagers kurz nach der Befreiung nieder, um die Ausbreitung von Seuchen zu verhindern. Verbliebene Grundmauern des Männerlagers wurden beseitigt, als auf dem Gelände eine Minigolfanlage errichtet wurde. Die Fundamente der Frauenbaracken wurden 1983 entfernt, laut Angaben der Stadtverwaltung „versehentlich“. Das Lagergelände ist in der Gegenwart ein naturnah gestalteter Teil des Bad Rotenfelser Kurparks in der Nähe des Thermalbads.

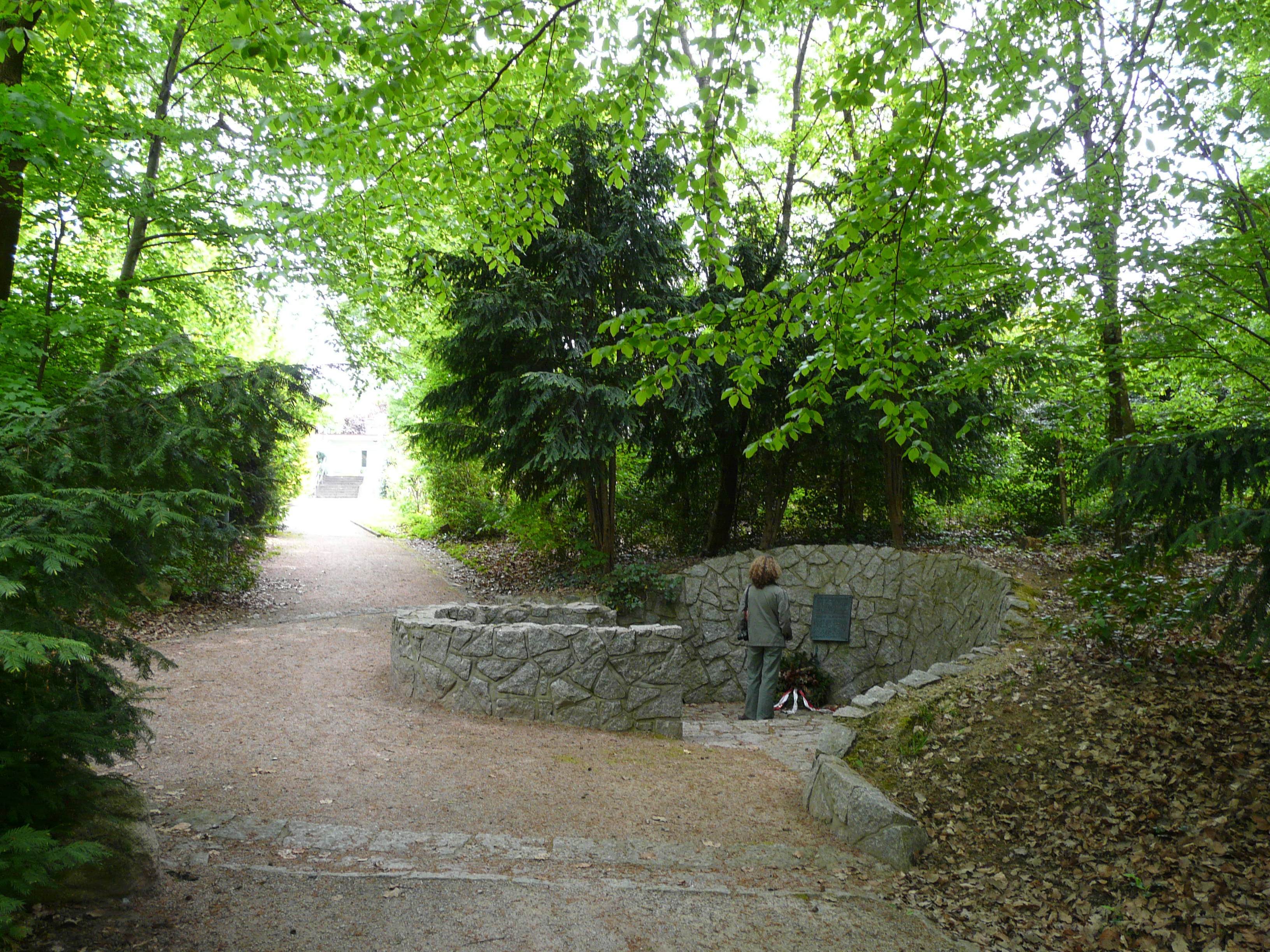
Mahnmal im Erlich

Für die im Erlichwald ermordeten Häftlinge wurde am 16. August 1947 ein Gedenkstein errichtet, der später durch eine größere Gedenkstätte ersetzt wurde. Initiativen zur Errichtung einer Gedenktafel im ehemaligen Lagergelände gingen Anfang der 1980er Jahre von Gaggenauer Sozialdemokraten und einem Betriebsrat der Daimler-Benz-Werke aus. Der französische Pfarrer Joseph Friedrich als Vertreter der Häftlinge und der Gaggenauer Oberbürgermeister Thomas Schäuble weihten am 30. März 1985 im Kurpark eine vom Bad Rotenfelser Künstler Hubert Baumstark gestalteten Gedenkstele ein. Seit  Oktober 2018 ist die Stele Teil der Stätte der Erinnerung und Mahnung, zu der auch die freigelegten Grundmauern einer Baracke und eine Informationstafel gehören.